# تورقوزآباد (فیلم ۱۳۹۸)
تورقوزآبادفیلمی به کارگردانی و نویسندگی علی شاه‌حاتمی محصول سال ۱۳۹۸ است. این فیلم در سال ۱۴۰۲ اکران شد.

## خلاصه داستان
دروغ هیچ‌وقت کارساز نیست! عمدتا دردسرساز می‌شود…

## بازیگران
- نیما شعبان‌نژاد
- هومن حاجی‌عبداللهی
- آناهیتا درگاهی
- محمد بحرانی
- مجید مظفری
- سیما تیرانداز
- مجید پتکی